# Nomada nigrociliata
Nomada nigrociliata là một loài Hymenoptera trong họ Apidae. Loài này được Swenk mô tả khoa học năm 1913.